# جوزيف سيمون نيومان
جوزيف سيمون نيومان (بالإنجليزية: Joseph Simon Newman)‏ هو شاعر أمريكي، ولد في 6 ديسمبر 1891، وتوفي في 10 نوفمبر 1960.